# Carex chinoi
Carex chinoi är en halvgräsart som beskrevs av Jisaburo Ohwi och Tetsuo Michael Koyama. Carex chinoi ingår i släktet starrar, och familjen halvgräs. Inga underarter finns listade i Catalogue of Life.